# 颱風哈爾 (1985年)
颱風哈爾（英語：Typhoon Hal，菲律賓大氣地球物理和天文管理局：Kuring）是1985年太平洋颱風季中的其中一個热带气旋，風暴於6月19日形成，在6月26日消散，維持了約一週。哈爾是自1983年以來影響華南地區的首個大型風暴，也導致皇家香港天文台需要懸掛該年首個八號烈風或暴風信號。它起源於1985年6月初形成的季風槽，其後組織逐漸變佳，並於6月20日達到熱帶風暴級數，它在強度持續增加之下，於同日稍後增強為颱風。6月21日晚上，它達到了巔峰強度，然後到達臺灣以南海域。它到6月22日略有減弱，兩天後進一步減弱至颱風強度下限。6月24日稍後，它移到香港東北方並登陸，3天後消散。 
哈爾為菲律賓、臺灣、香港及中國大陸帶來災害。在菲律賓全國，有46人在風暴中喪生，其中有10人是溺斃，另外共有約12.7萬人受到颱風的直接影響，有約1.3萬個家庭或7.7萬人無家可歸，損失總計1,050萬美元；邦阿西楠省內的一個自治市有大約八成地方被洪水淹沒；據報導指當地有大範圍停電，兩個無線電塔亦遭摧毀。風暴同時為臺灣帶來洪水，有3人死亡及26人傷。香港97個庇護站也在風暴來襲期間開放，有39人使用，另有26個航班取消。中國大陸粵東地區共有35.5萬公頃農田、414座橋樑與107座水庫也受損，並造成32人死亡、103人受傷，損失總額達3.2億人民幣。

## 氣象歷史
自颱風姬伊在5月26日轉變為溫帶氣旋之後，一道熱帶對流層上部槽和一道強烈高壓脊從國際換日線延伸到馬來半島。季風槽於6月1日在南中國海重新發展，到6月8日雷暴活動顯著增加。三天後，在赤道以北季風槽首先出現微弱的擾動，儘管大多數對流發展最初是偏離其中心，但該系統仍於6月15日開始組織起來。再三天之後，聯合颱風警報中心對這個擾動發出熱帶氣旋形成警報，日本氣象廳亦於6月19日首次鑑定該系統，不過強烈的風切變同時使所有深層對流都轉移到其中心南部。隨著風切變在該日18時開始減弱，這個氣旋發展清晰的對流循環，聯合颱風警報中心因此將它升格為熱帶風暴，命名為哈爾。次日較早時分，日本氣象廳將哈爾升為強烈熱帶風暴。菲律賓大氣地球物理和天文管理局大約在這個時候，都開始監測這風暴並給予其菲律賓名稱「Kuring」。
對流很快沿著該系統的北半圓部分發展，因此哈爾開始迅速增強，聯合颱風警報中心和日本氣象廳都在6月20日12時評定它已達到颱風程度。同時，哈爾沿著一道向西延伸到中國大陸的高壓脊之南邊，向西北偏西方向移動，但是聯合颱風警報中心及其主要熱帶氣旋預報模型，卻皆預測哈爾會先向北移動，然後再向東北拐彎。大約在這段時間，風暴在呂宋島以北約60公里處掠過。6月21日較後時間，日本氣象廳估計它達到了顛峰強度，其最大持續風速為145公里每小時，最低氣壓為960百帕。
哈爾在經過臺灣附近時逐漸減弱，日本氣象廳在6月22日18時將其強度調低到135公里每小時，據日本氣象廳數據，其強度在大約30小時內趨於平穩，然後再度減弱。6月24日早上，日本氣象廳將它降格為強烈熱帶風暴，它在五小時後以同樣強度登陸廣東省惠陽地區惠東縣，即香港之東北150公里處。到6月26日，聯合颱風警報中心認為哈爾已消散，而日本氣象廳在翌日跟隨並停止監測。

## 防災措施和影響

### 菲律賓
菲律賓當局在哈爾開始威脅該國時，為包含首都馬尼拉在內的呂宋島大部分地區發布颱風警報。儘管颱風最終只擦過菲律賓北部對開海面，但呂宋仍遭受洪水氾濫和嚴重農作物損失。全國有46人在風暴中喪生，其中呂宋西部三描禮士省有兩人在河水氾濫時淹死，馬尼拉一名24歲男子觸電而死，一名男子被一輛車困住失救而死，另有三人因山泥傾瀉被活埋，三名平民和一名士兵墜進洪流喪命，以及十名漁民因船隻遭風吹毀墜海而亡。
當局亦疏散共5,242個家庭，包含碧瑤市的50個及奧隆阿波的89個。據報導指，北伊羅戈省有200所房屋遭到損壞或摧毀，首府佬沃市也有225間房屋被摧毀。在邦阿西楠省，有約100人逃到高地避難，省內聖塔芭芭拉自治市有大約八成地方被洪水淹沒。其他地方方面，卡加延省內3,000公頃大米和7.1萬公頃玉米遭破壞，報導又指呂宋廣泛地區停電，通往碧瑤市的道路封閉，兩個無線電塔亦遭摧毀。總括而言，共有127,440人受到颱風的直接影響，有13,518個家庭或77,542人無家可歸，損失總計1,050萬美元。
在海上，美國海軍「柯克號」船頭遭大浪翻過，船上有八人受傷，另一艘名叫「USB Oldendorf」的船隻受巨浪侵襲而嚴重損壞，22名船員一度需要救援，許多人受輕傷。還有13人於一艘名叫「Offshore Patrick」的遇困船隻獲救。在哈爾遠離之後，當局透過空運提供了4,000袋食品，200袋衣服和400袋藥品。可是幾日之後，該國又再遭受颱風艾瑪的影響。

### 臺灣
- 當地評定巔峰強度分級：（CWB）
- 當地評定最大持續風速：48每秒（93節；170每小時）（一分鐘）
- 當地評定中心最低氣壓：965百帕斯卡（28.50英寸汞柱）
- 當地發布之颱風警報：海上陸上颱風警報

哈爾是該年侵臺首個颱風，也令中央氣象局6月21日早上發布海上颱風警報，再於22日早上發佈陸上颱風警報，到23日晚上解除陸上警報，24日凌晨解除海上警報。雖然哈爾僅通過巴士海峽南端而沒有登陸臺灣，但其七級風暴圈半徑達350公里，所以風暴邊緣仍然擦過臺灣南部，也為臺灣東南部及南部地區帶來較嚴重災情。據中央氣象局數字，風暴中有三死七失蹤、26人傷，另有房屋全倒九間、半倒三間，經濟損失為新台幣9.35億元。而美國傳媒提供的死傷數字跟中央氣象局稍有出入，合眾國際社報導指風暴造成七人死亡，其中五人最初據報失蹤，另有15人傷，包括一個孩子和兩個農民。至於死者當中，一名41歲婦女因木屋倒塌而死，另外六人是被洪水沖走，其中包括一名11歲男孩。
哈爾給臺灣大部分地區帶來暴雨，特別是在東部的降雨量高達230毫米，暴雨導致洪水氾濫並造成大量損失。其中臺東縣成功、大武及臺東氣象站都有150毫米總雨量。南迴公路、花東公路、中橫公路等出現山泥傾瀉而一度中斷，屏東縣東港、林邊、枋寮、佳冬等鄉鎮及高雄市鹽埕區則有海水倒灌。另外，風暴中臺東縣蘭嶼鄉蘭嶼氣象站錄得最大持續風力每秒25.3米、陣風每秒41.2米，皆為全臺最強。

### 香港
- 當地評定巔峰強度分級：（HKO）
- 當地評定最大持續風速：150每小時（42每秒；81節）（十分鐘）
- 當地評定中心最低氣壓：964百帕斯卡（28.5英寸汞柱）
- 當地懸掛之最高熱帶氣旋警告信號： 八號西北烈風或暴風信號

哈爾經過菲律賓和臺灣後威脅華南地區，是自1983年颱風愛倫以來影響當地的首個大型風暴。皇家香港天文台在6月22日早上10時正懸掛一號戒備信號，次日風勢開始加強，天文台凌晨12時40分改掛三號強風信號。隨著哈爾趨向香港，天文台再在6月24日早上4時15分改掛八號西北烈風或暴風信號，維持近16小時，是該年懸掛的首個八號信號，亦為至今懸掛（生效）時間最長的八號西北信號。其中心在該日中午左右最接近天文台，當時位於天文台之東北約110公里，較早前亦錄得最低平均海平面氣壓為每小時985.5百帕。隨著哈爾進入內陸，天文台晚上8時正改掛三號信號，最終在翌日早上10時45分除下所有信號。期間天文台總部錄得最高持續風速41公里每小時，最高陣風91公里每小時，至於啟德機場亦曾錄得最高陣風93公里每小時。當地亦出現暴雨，並導致多處山泥傾瀉，天文台在6月25日早上發出山泥傾瀉警告近九小時。在信號懸掛期間，天文台共錄得近220毫米雨量，即使風暴過後也提醒低窪地區居民，在風暴後兩日仍做好預防。
雖然如此，但對新界的漁農業未有造成破壞及損失，相關產品的市場價格仍然穩定，僅鹹水魚因出海捕魚停止而一度短缺。社會福利署在風暴來襲期間開放72個市區及25個新界庇護站，其中有38名市區人及一名新界人登記使用，多為木屋區居民。全港亦受風暴影響停工停課，股市及金銀業貿易場全日停市。另外，除了地鐵和九廣鐵路能夠全日運作外，其餘陸上交通一度陷入停頓；有14個來港和12個離港，共26個航班遭取消，而往來澳門的客輪服務同樣取消。不過，由於地鐵港島綫剛通車，以致以往在香港島小巴及的士趁風暴大幅加價的場面不復存在；而市區的餐廳和電影院等娛樂場所因颱風假而大收旺場。
信號懸掛期間，共有一人失蹤及13人受傷，當中那一名失蹤者是6月23日下午在石澳大浪灣游泳的18歲青年。翌日，有一艘躉船和一艘中國大陸漁船，分別在石塘咀和筲箕灣對開海面沉沒，無人受傷。銅鑼灣東院道一間木屋遭一棵被風吹倒的大樹壓中，屋中一家四口未有受傷但需要撤離。堅尼地城觀龍樓B座對面一幅護土牆在暴雨中坍塌，附近一處百多間木屋區的居民要漏夜疏散，而北角英皇道兩處地方出現山泥傾瀉，同樣堵塞英皇道西行線，在英皇道和油街交界一帶有三人被山泥擊中受傷。另外，藍田多個木屋區和葵涌石籬村木屋皆有山泥傾瀉或地陷，居民被勸喻撤離，截至6月25日17時止，當局接獲21宗山泥傾瀉及177宗水浸報告。在天雨路滑的環境下，黃大仙、深水埗及灣仔在6月25日先後發生三宗車禍，四人受傷。

### 中國大陸
- 當地評定巔峰強度分級：（CMA）
- 當地評定最大持續風速：40每秒（78節；140每小時）（二分鐘）
- 當地評定中心最低氣壓：958百帕斯卡（28.29英寸汞柱）

中國大陸方面，廣東省部分地區黨政領導人在風暴來臨前部署防風工作及發出緊急通知，又動員對抗災害，但因颱風風力較強，仍帶來不少損失。哈爾登陸廣東省時風力達十至十一級，在汕头、惠阳、梅县等地降大雨到暴雨，其中揭西县莲花山錄得338毫米雨量，為該地區最高者。汕頭市最少200萬畝水稻受損，1.25萬間房屋受損，當中135間倒塌，死傷者各兩人；而海丰县最少30萬畝水稻受損，1.2萬間房屋受損，另有1,200間倒塌；至於陆丰县7,000多間房屋受損，4,000多間倒塌。粵東地區受此氣旋影響，共有35.5萬公頃農田受損，且造成414座橋梁與107座水庫受損，並造成32人死亡、103人受傷，損失總額達3.2億人民幣。
據中國新聞社指，該年「第四號颱風」（指哈爾）為福建省南部帶來暴雨，尤其是九龍江流域受災最嚴重，有些地區降雨量更達350毫米，全區逾40萬畝農作物遭淹沒，南靖、华安及云霄县等地公路多處塌方或交通中斷，厦门到漳州公路浸水。云霄、龙海、南靖、诏安及漳浦五縣逾十萬人被困。報導指，由於預報及時，各地方提早防備風雨，使全地區僅有11人死傷，漳州市區沒有出現水浸。

## 註腳
1. ↑  本文所有金額按當年幣值計算。
2. ↑  包括日本氣象廳在內的全世界大部分區域專責氣象中心採用十分鐘持續風速衡量熱帶氣旋強度，但美國的聯合颱風警報中心採用一分鐘持續風速，兩個數值的換算比約為1比1.14。[4]

## 外部連結
- 民國七十四年颱風調查報告：侵臺颱風海爾 （页面存档备份，存于），交通部中央氣象局
- 1985年熱帶氣旋年刊 （页面存档备份，存于），香港天文台
- 歷年天災的回顧 （页面存档备份，存于），香港天文台
- 1985年熱帶氣旋最佳路徑 （页面存档备份，存于），中國氣象局